# Port naczyniowy

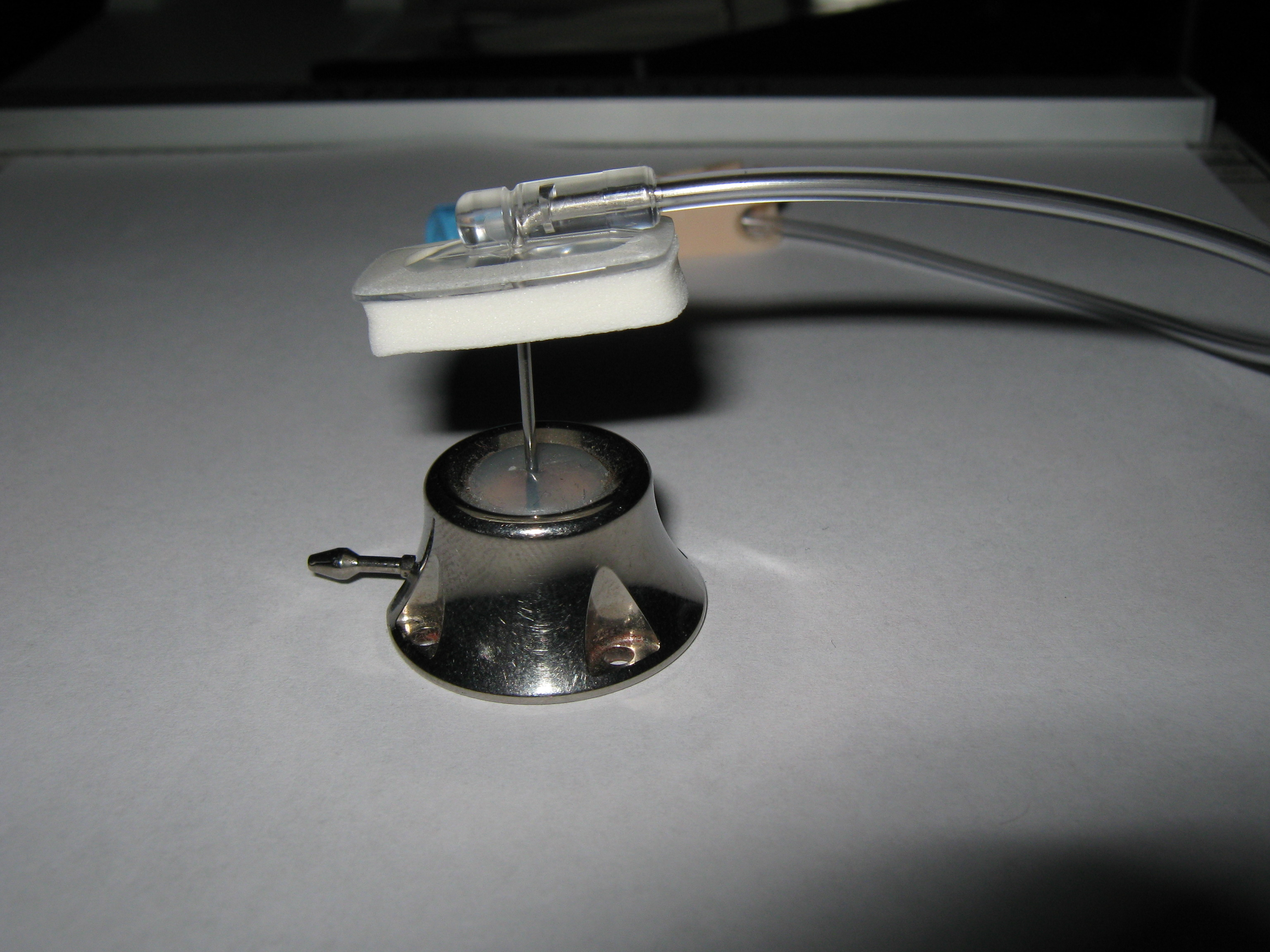
Port naczyniowy

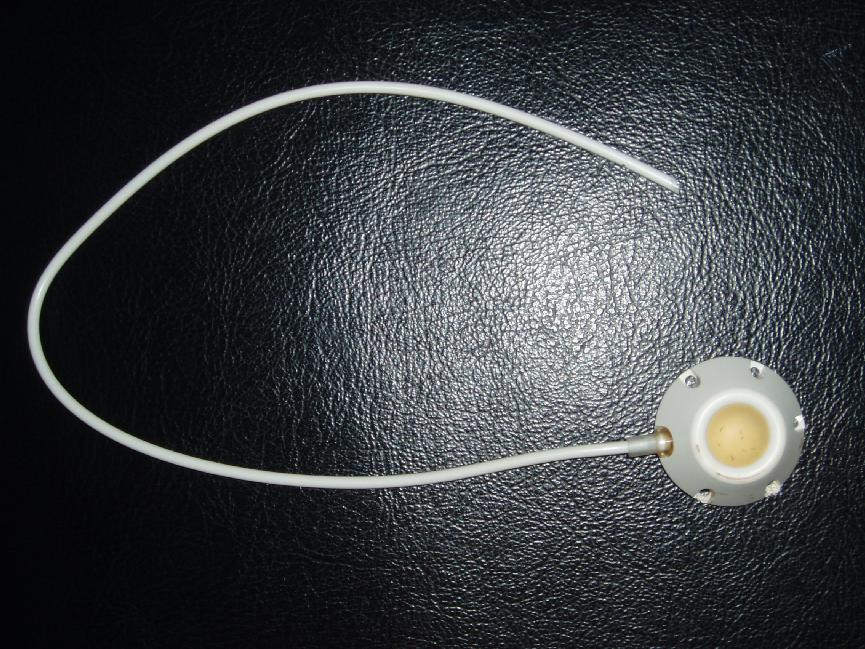
Port naczyniowy

Schemat budowy portu naczyniowego

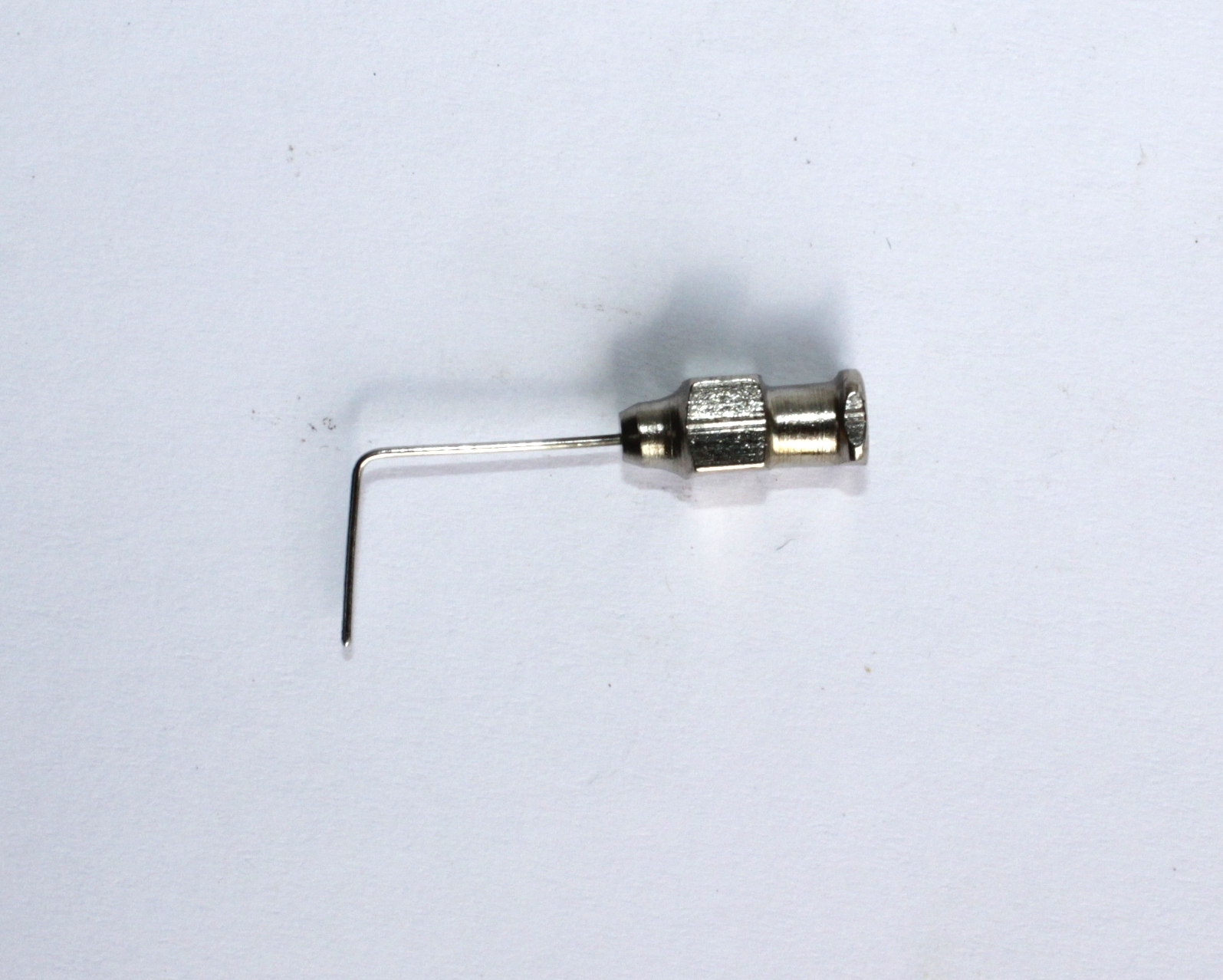
Igła Hubera

Port naczyniowy (potocznie: port) – podskórny, trwały dostęp do żylnych naczyń krwionośnych.
Składa się z komory z silikonową membraną, oraz dołączonego cewnika kończącego się w żyle głównej górnej w pobliżu jej ujścia do prawego przedsionka. Komora portu umieszczana jest najczęściej w okolicy podobojczykowej.
Poprzez wkłucie do komory portu za pomocą specjalnej igły, uzyskuje się dostęp do centralnych naczyń żylnych, poprzez który możliwe są zarówno infuzje, jak i aspiracja krwi. Silikonowa membrana może być nakłuwana ponad 2000 razy. Prawidłowo założony i obsługiwany port można wykorzystywać przez kilka lat.

## Zastosowanie
Port naczyniowy stosowany jest u pacjentów wymagających częstego podawania leków dożylnie (np. w przypadku chemioterapii, czy żywienia pozajelitowego).

## Powikłania
- zakażenie kieszeni portu, czyli zakażenie tkanki podskórnej
- zakażenie komory i cewnika portu (początkowo tylko kolonizacja, później – gdy patogeny przedostaną się do krwi – zakażenie pochodzące od cewnika uogólnione prowadzące do sepsy)

- niedrożność aspiracyjna portu, czyli brak możliwości zaaspirowania krwi przez port (brak "refluksu krwi") – najczęściej spowodowana obecnością na końcu cewnika skrzepliny zachowującej się jak zastawka
- zakrzepica żylna
- uszkodzenie mechaniczne cewnika – zgniecenie pomiędzy I żebrem i obojczykiem, uszkodzenie na obojczyku poprzez ucisk z zewnątrz, pęknięcie pod wpływem wysokiego ciśnienia
- uszkodzenie mechaniczne membrany portu – poprzez wkłucie do niej standardowej igły zamiast igły Hubera